# سولبيات
سولبيات هي كومونا ( بلدية) في مقاطقة مونزا وبريانزا في منطقة لومباردي الإيطالية, وتقع على بعد حوالي 25 كيلومترًا (16ميلًا) شمال شرق ميلانو.

## المعالم السياحية الرئيسية
- كنيسة سانت أنتونينو
- كنيسة سانت أمبروجيو
- كنيسة سان بيترو
- قلعة لامبوناني
- فيلا بيرجيا